# Vincetoxicum glaucescens
Vincetoxicum glaucescens är en oleanderväxtart som först beskrevs av Decaisne, och fick sitt nu gällande namn av Cheng Yih Wu och D. Z. Li. Vincetoxicum glaucescens ingår i släktet tulkörter, och familjen oleanderväxter. Inga underarter finns listade i Catalogue of Life.